# M'Hamdia
M'Hamdia, Mhamedia, Mohamedia o Mohammedia (àrab: المحمدية, al-Muḥammadiyya) és una ciutat de Tunísia a la governació de Ben Arous, situada uns 15 km al sud-oest de la ciutat de Ben Arous i a uns 18 km de Tunis. Té una població d'uns 15.000 habitants. Està unida a Fouchana, situada uns 3 km al nord, amb la que forma una municipalitat. Es pot considerar una ciutat dels suburbis de Tunis. És capçalera d'una delegació amb 40.310 habitants el 2004.

## Patrimoni
A dins la ciutat ha ha les ruïnes de dos palaus dels beis de Tunis, un del segle xviii i un del segle xix, de rica decoració, que han donat a la vila el sobrenom d'«el Versalles beilical».
L'aqüeducte de Zaghouan, a la vora d'Oudna, es troba uns 5 km a l'est.

## Administració
És el centre de la delegació o mutamadiyya homònima, amb codi geogràfic 13 60 (ISO 3166-2:TN-12), dividida en cinc sectors o imades:
- Mohamedia (13 60 51)
- Mongi Selim (13 60 52)
- Cité Es-Saada (13 60 53)
- Cité El Nassim (13 60 54)
- Sidi Frej (13 60 55)

Al mateix temps, forma la municipalitat o baladiyya de M'Hamdia (codi geogràfic 13 19). Fins que al 26 de maig de 2016 formava una única municipalitat juntament amb Fouchana, amb el nom de M'Hamdia-Fouchana i el mateix codi geogràfic 13 19, però Fouchana se'n va separar pel Decret governamental núm. 2016-600. La municipalitat s'estén pels cinc sectors o imades de la delegació o mutamadiyya homònima.